# Contact!
Contact!  è il secondo album degli Eiffel 65 pubblicato nel 2001.
I singoli estratti sono Lucky (In My Life), Back in Time, Losing You (solo Canada) One Goal (solo Francia). Per la versione italiana anche 80's Stars.

## Tracce
1. Lucky (In My Life)
2. New Life
3. One Goal
4. King of Lullaby
5. I Dj With the Fire
6. Crazy
7. Faraway
8. I Don't Wanna Lose
9. Morning Time
10. Life Like Thunder
11. Back in Time
12. Johnny Grey
13. Brightly Shines
14. Losing You (voce femminile di Elena Flochen)
15. People of Tomorrow
16. Journey
17. 80's Stars (feat. Franco Battiato)

## Singoli estratti
1. One Goal (solo in Francia)
2. Back in Time
3. Lucky (In my Life)
4. Losing You (solo in Canada)
5. 80's Stars